# Alebroides fuscus
Alebroides fuscus är en insektsart som beskrevs av Irena Dworakowska 1981. Alebroides fuscus ingår i släktet Alebroides och familjen dvärgstritar. Inga underarter finns listade i Catalogue of Life.